# جغرافیای جمهوری آفریقای مرکزی

موقعیت جمهوری آفریقای مرکزی در قاره آفریقا.

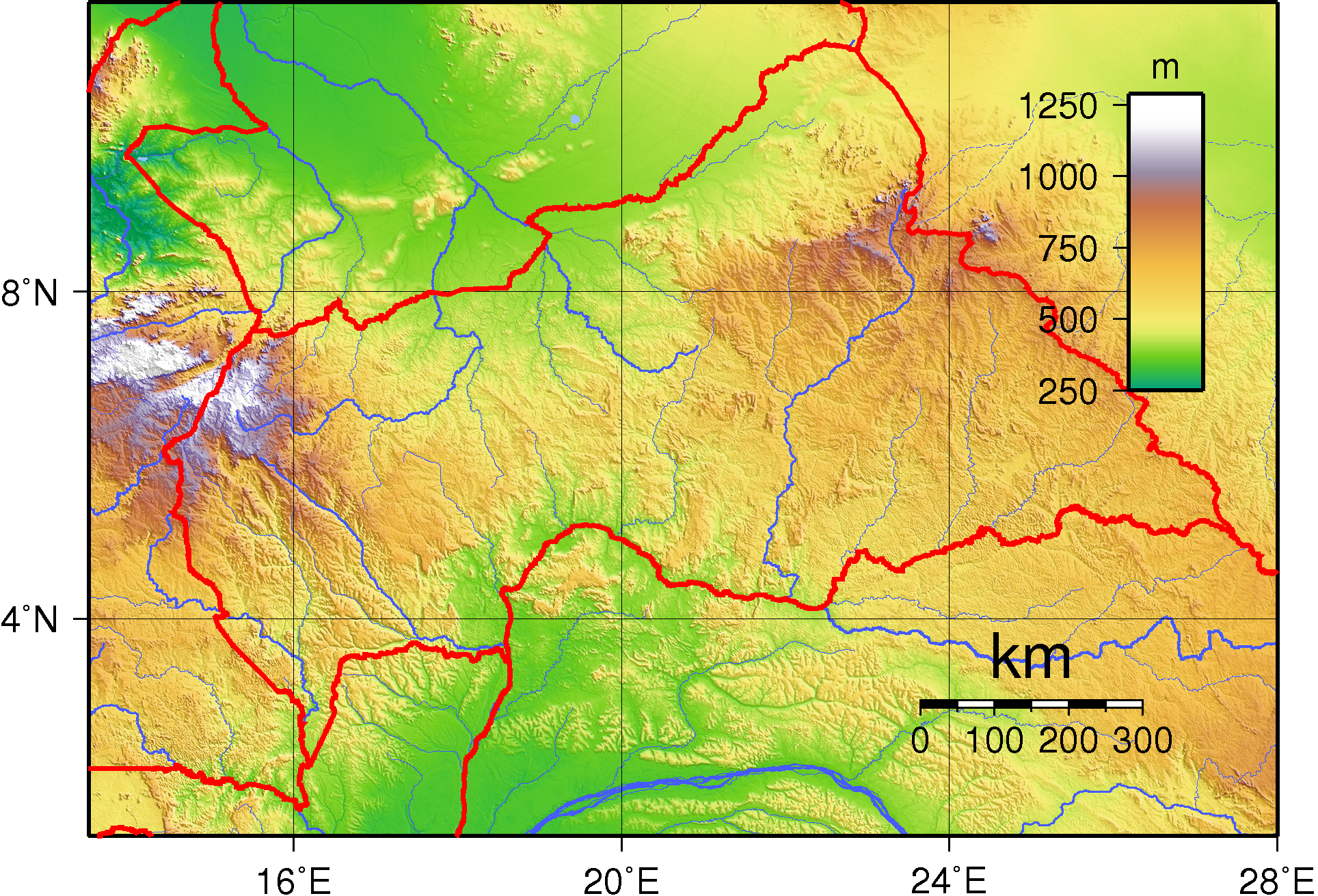
نقشه ناهمواری‌های جمهوری آفریقای مرکزی.

جمهوری آفریقای مرکزی کشوری محصور در خشکی در داخل قاره آفریقا است. این کشور با کامرون، چاد، سودان، سودان جنوبی، جمهوری دموکراتیک کنگو و جمهوری کنگو هم‌مرز است. قسمت اعظم این کشور شامل گرم‌دشت‌های مسطح یا فلات تپه‌ماهوری است که حدود ۵۰۰ متر ارتفاع از سطح دریا دارند.
در شمال شرق کشور تپه‌های «فرتیت» قرار دارد و در جنوب غرب هم تپه‌های پراکنده‌ای دیده می‌شود. در شمال غرب، کوه‌های کاره (نام دیگرش: کوهستان یاده) واقع شده که یک فلات گرانیتی با ارتفاع ۱۱۳۴ متر را تشکیل می‌دهند.
جمهوری آفریقای مرکزی با ۶۲۲٬۹۸۴ کیلومتر مربع مساحت، چهل و پنجمین کشور بزرگ جهان (پس از سومالی) است. اندازه آن با اوکراین یا کمی کوچکتر از ایالت تگزاس ایالات متحده است. بیشتر مرزهای جنوبی این کشور را شاخه‌های رودخانه کنگو تشکیل می‌دهند. در این قسمت، رودخانه امبومو در شرق با رودخانه اوئله ادغام شده و رودخانه اوبانگی را تشکیل می‌دهد. در غرب، رودخانه سانگها از قسمتی از کشور عبور می‌کند. مرز شرقی کشور در امتداد لبه حوضه آبریز کنگو و نیل قرار دارد.
برآورد میزان اراضی تحت پوشش جنگل در جمهوری آفریقای مرکزی ۸ درصد است که متراکم‌ترین آن در جنوب است. جنگل‌های این کشور بسیار متنوع و شامل گونه‌های مهم تجاری درخت قاب، ماهون ستونی و ماهون بزرگ است. میزان جنگل‌زدایی سالانه در این کشور ۰٫۴ درصد در سال و تجارت غیرمجاز چوب در آن امری عادی است.

## آب و هوا
آب و هوای جمهوری آفریقای مرکزی به‌طور کلی گرمسیری است. مناطق شمالی در معرض بادهای هارماتان هستند که گرم، خشک و همراه با گرد و غبارند. منتهی‌الیه مناطق شمالی در معرض بیابان‌زایی قرار گرفته‌است. بقیه کشور مستعد طغیان رودخانه‌های مجاور است. حدود یک سوم جمعیت جمهوری آفریقای مرکزی به آب پاک دسترسی ندارند.